# Tümlauer-Koog
Tümlauer-Koog (danès Tumlaus Kog) és un municipi del districte de Nordfriesland, dins l'Amt Eiderstedt, a l'estat alemany de Slesvig-Holstein. És a l'oest de la península d'Eiderstedt, entre la Badia de Tümlauer i Sankt Peter-Ording. El 31 de desembre del 2023 tenia 109 habitants.